# Tàmfil (cognom)
Tàmfil (llatí: Tamphilus o Tampilus) era un cognom de família de la gens Bèbia. El nom Tàmfil apareix als Fasti, però a les monedes existents figura Tàmpil.
Personatges destacats amb el cognom Tàmfil van ser:
- Quint Bebi Tàmfil, ambaixador romà.
- Gneu Bebi Tàmfil, tribú de la plebs el 204 aC i cònsol el 182 aC
- Marc Bebi Tàmfil, pretor el 192 aC i cònsol el 181 aC
- Gneu Bebi Tàmfil, pretor urbà el 168 aC